# 美国犹太人委员会
美國猶太人委員會（英語：American Jewish Committee，AJC）是一個成立於1906年11月11日的猶太人利益團體。它是歷史最悠久的猶太人利益團體之一， 截至2009年，美國猶太人委員會將自己定位為“全球猶太人和以色列之提倡中心”。
除了致力於支持猶太人的公民自由外，該組織還有反對美國各種形式的歧視並致力於社會平等的歷史，例如在1954年5月的布朗訴教育委員會案中提交了一份法庭之友書狀。並參與民權運動的其他活動。